# 圣若翰洗者天主堂
圣若翰洗者天主堂（英语：St. Jean Baptiste Roman Catholic Church；法语：Église St-Jean-Baptiste）是天主教纽约总教区的一个堂区教堂，位于纽约市曼哈顿上东城的莱诺克斯山社区，列克星敦大道和东76街转角（列克星敦大道1067-71号、东76街184号）。堂区成立于1882年，以满足该地区的法裔加拿大人移民的需要。自1900年以来由圣体会神父管理。
该堂由金融家托马斯赖安出资建造，由在纽约执业的意大利设计师尼古拉斯 Serracino设计，受意大利矫饰主义启发，结合意大利新文艺复兴和古典复兴建筑风格的元素，Seracino 的设计在1911年意大利都灵世界博览会上获得一等奖。这是他在这个城市唯一幸存的教堂。
该堂是纽约市为数不多的有穹顶的天主教堂之一，仅有的两座拥有沙特尔玻璃工作室的彩色玻璃窗之一，另一是圣巴特里爵主教座堂。1969年，该建筑被纽约市地标保护委员会指定为城市地标，1980年与其神父寓所一同被列入國家史蹟名錄从1995 - 96年，内部和外部都进行了重建和翻新。
该堂开始于1882年，位于一间在马棚上方租来的大厅里，现在已有在两个地点的三座建筑物。位于75街另一边的圣若翰洗者中学由圣母会的修女创办于1886年，开始只是一所小学。在19世纪后期，圣亚纳的圣髑在三个星期内发生了许多治愈的奇迹，导致成千上万的朝圣者挤满了教堂；结果，该堂现在是这位圣人的朝圣地，但是争取升格为宗座圣殿的努力失败了。1900年，该堂管理权由创始者仁慈会转给圣体会，后者引进 朝拜圣体作为一种崇拜式。

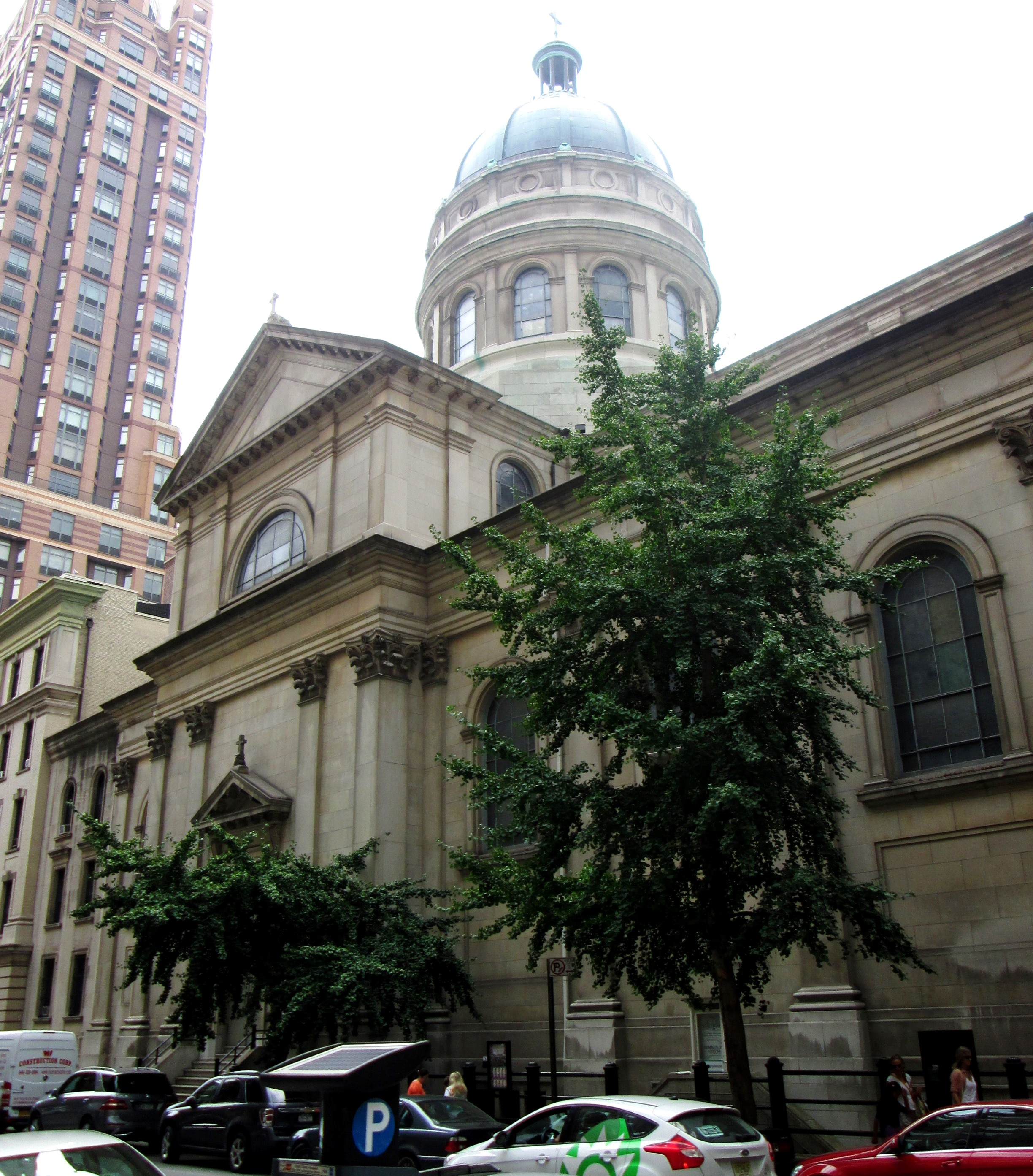
东77街立面
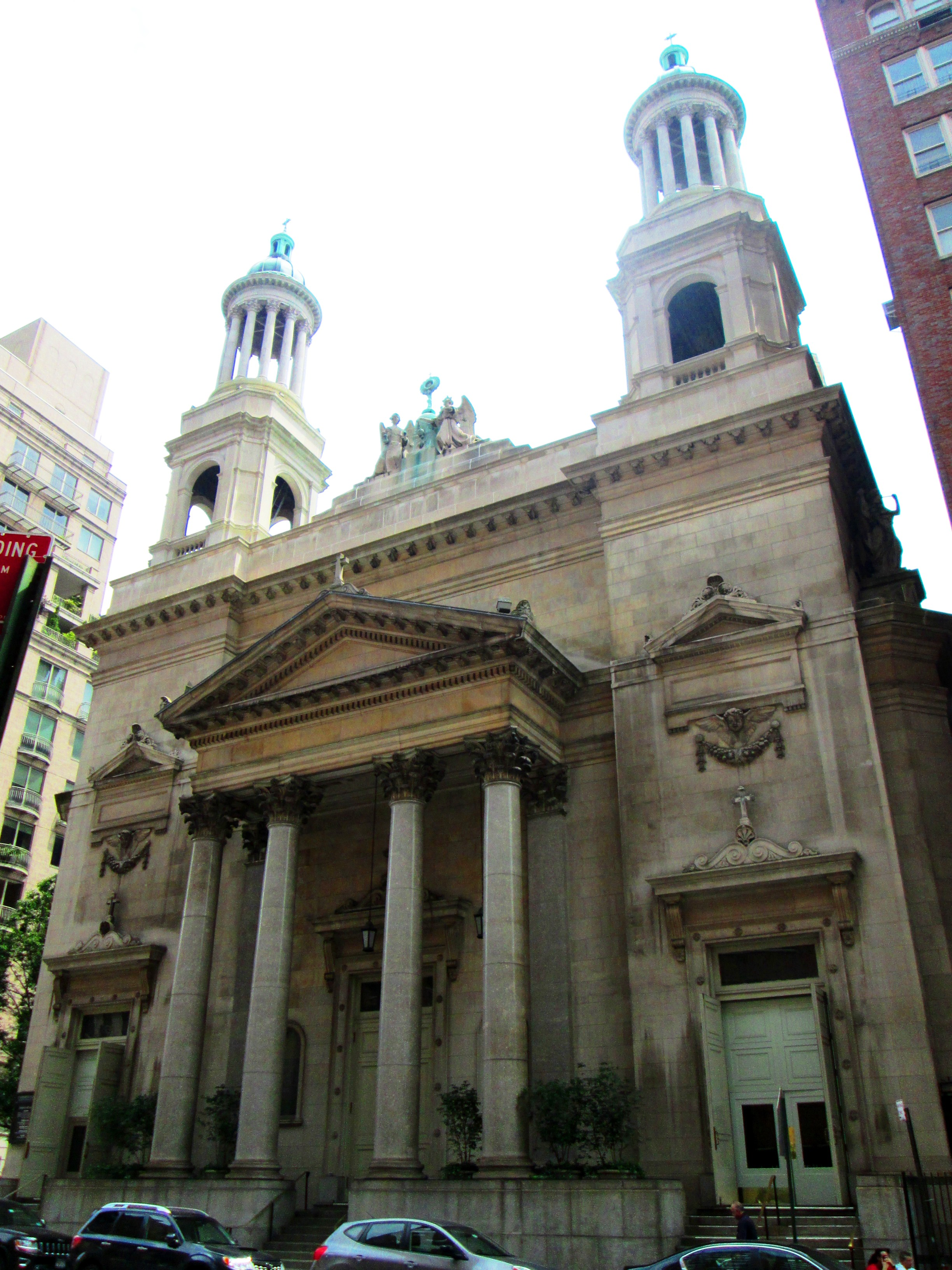
西南侧